# Elgar Baeza
Elgar Baeza (ur. 8 listopada 1939, zm. 8 września 2020) – urugwajski piłkarz grający na pozycji obrońcy.

## Życiorys
Baeza razem z klubem Club Nacional de Football dotarł do finału Copa Libertadores 1964, gdzie jego klub przegrał 1 bramką dwumecz z argentyńskim klubem CA Independiente.
Jako piłkarz klubu Nacional wziął udział w turnieju Copa América 1967, gdzie Urugwaj zdobył tytuł mistrza Ameryki Południowej. Baeza zagrał w czterech meczach – z Boliwią, Wenezuelą, Paragwajem (w 73 minucie zmienił go Juan Carlos Paz) i Argentyną.
Jako piłkarz klubu CA Peñarol wziął udział w turnieju Copa Libertadores 1968. Jego zespół dotarł do półfinału, gdzie przegrał z brazylijskim klubem SE Palmeiras.